# Моррис, Джордан
Джо́рдан Пе́рри Мо́ррис (англ. Jordan Perry Morris; род. 26 октября 1994, Сиэтл, Вашингтон) — американский футболист, нападающий клуба MLS «Сиэтл Саундерс» и сборной США.

## Биография

### Ранние годы
С 11 до 17 лет Моррис тренировался в детско-юношеской команде «Истсайд». В выпускном году старшей школы присоединился к академии «Сиэтл Саундерс».
В 2013 году Моррис поступил в Стэнфордский университет и начал выступать за университетскую команду в Национальной ассоциации студенческого спорта. Всего за три года в команде университета сыграл в 54 матчах и забил 23 гола, в том числе два в финале чемпионата NCAA 2015 года в ворота команды Клемсонского университета, помогшие в итоге Стэнфорду завоевать титул. По итогам того сезона Моррис был удостоен Hermann Trophy — приза лучшему игроку студенческого футбола США.
В 2014 году также выступал за молодёжный состав «Сиэтл Саундерс» в Premier Development League — в четвёртом по уровню дивизионе США.

### Клубная карьера
В начале января 2016 года Моррис объявил, что покидает университет, чтобы начать карьеру профессионального футболиста. В том же месяце проходил просмотр в немецком «Вердере», и даже сыграл за бременцев в товарищеской игре с бакинским «Интером». Моррис был близок к подписанию контракта с немецким клубом, но предпочёл вернуться в США.
21 января 2016 года Моррис подписал контракт с «Сиэтл Саундерс» в качестве доморощенного игрока. Дебютировал за «Саундерс» 23 февраля, выйдя в стартовом составе в первом матче четвертьфинала Лиги чемпионов КОНКАКАФ 2015/16 c мексиканской «Америкой». 6 марта впервые вышел на поле в MLS — в матче со «Спортингом Канзас-Сити». Свой счёт голам за «Сиэтл» открыл 16 апреля мячом в ворота «Филадельфии Юнион». По итогам сезона 2016, в котором забил 12 голов и отдал четыре голевые передачи, Моррис был назван новичком года в MLS. 22 февраля 2018 года в первом матче ⅛ финала Лиги чемпионов КОНКАКАФ 2018 против сальвадорской «Санта-Теклы» Моррис получил тяжёлую травму — разрыв передней крестообразной связки правого колена, из-за которой был вынужден полностью пропустить сезон. В декабре, несмотря на травму, Моррис подписал новый пятилетний контракт с «Сиэтл Саундерс». Своё возвращение на поле, 2 марта 2019 года в матче стартового тура сезона против «Цинциннати», отметил дублем, за что был назван игроком недели в MLS. 19 октября в матче плей-офф против «Далласа» оформил хет-трик. По итогам сезона 2019, в котором забил десять голов и отдал семь голевых передач, Моррис был назван восстановившимся игроком года в MLS. По итогам сезона 2020, в котором забил десять голов и отдал восемь голевых передач, Моррис был включён в символическую сборную MLS.
22 января 2021 года Моррис отправился в аренду в клуб английского Чемпионшипа «Суонси Сити» на оставшуюся часть сезона 2020/21 с опцией выкупа. За «лебедей» дебютировал 30 января в матче против «Ротерем Юнайтед», выйдя на замену в конце второго тайма вместо Джамала Лоу. 20 февраля в матче против «Хаддерсфилд Таун» Моррис получил повреждение передней крестообразной связки левого колена, из-за чего выбыл из строя до конца сезона.
После травмы он впервые сыграл 1 ноября 2021 года в матче «Сиэтл Саундерс» против «Лос-Анджелес Гэлакси», заменив во втором тайме Рауля Руидиаса. В Лиге чемпионов КОНКАКАФ 2022 Моррис забил три гола и отдал одну голевую передачу, за что был включён в символическую сборную турнира. Был отобран в число участников Матча всех звёзд MLS 2022, в котором команда звёзд MLS принимала команду звёзд Лиги MX. 19 января 2023 года Моррис подписал с «Сиэтл Саундерс» новый пятилетний контракт до конца сезона 2027. 25 марта в матче против «Спортинга Канзас-Сити» оформил покер, за что был назван лучшим игроком игрового дня MLS. Был отобран на Матч всех звёзд MLS 2023, в котором сборная звёзд MLS принимала английский «Арсенал».

### Международная карьера
В мае 2013 года Моррис в составе молодёжной сборной США принимал участие в турнире в Тулоне, где сыграл в трёх матчах.
В старшую сборную США Моррис был вызван впервые 28 августа 2014 года на товарищеский матч со сборной Чехии, став первым игроком студенческой лиги призванным под американский флаг после Криса Олбрайта в 1999 году. Однако, в матче, прошедшем 3 сентября, остался на скамейке запасных. Его дебют за сборную США состоялся 18 ноября 2014 года в товарищеской игре со сборной Ирландии. Свой первый гол за сборную он забил 15 апреля 2015 года, поразив в товарищеском матче ворота сборной Мексики.
Моррис был включён в заявку сборной США на Золотой кубок КОНКАКАФ 2017. Он стал единственным игроком американской сборной принявшим участие во всех их шести матчах на турнире. Забив три гола, вместе с двумя другими игроками Моррис стал лучшим бомбардиром кубка: в матче группового этапе против сборной Мартиники 12 июля оформил «дубль», в матче финала против сборной Ямайки 26 июля забил решающий второй гол американцев. Попал в символическую сборную турнира.
Моррис был включён в состав сборной США на Золотой кубок КОНКАКАФ 2019.
Был включён в состав сборной на чемпионат мира 2022.
Был включён в состав сборной на Золотой кубок КОНКАКАФ 2023.

### Личная жизнь
Отец Джордана — доктор Майкл Моррис — возглавляет медицинскую службу «Сиэтл Саундерс».
В возрасте 9 лет у Джордана было диагностировано малосовместимое с профессиональным спортом заболевание — сахарный диабет 1-го типа.

## Статистика выступлений

### Клубная
| Выступление          | Выступление      | Выступление      | Лига | Лига | Плей-офф | Плей-офф | Кубок | Кубок | Континент | Континент | Прочие | Прочие | Итого | Итого |
| Клуб                 | Лига             | Сезон            | Игры | Голы | Игры     | Голы     | Игры  | Голы  | Игры      | Голы      | Игры   | Голы   | Игры  | Голы  |
| -------------------- | ---------------- | ---------------- | ---- | ---- | -------- | -------- | ----- | ----- | --------- | --------- | ------ | ------ | ----- | ----- |
| Сиэтл Саундерс       | MLS              | 2016             | 34   | 12   | 6        | 2        | 2     | 0     | 2         | 0         | —      | —      | 44    | 14    |
| Сиэтл Саундерс       | MLS              | 2017             | 23   | 3    | 2        | 0        | 0     | 0     | —         | —         | —      | —      | 25    | 3     |
| Сиэтл Саундерс       | MLS              | 2018             | 0    | 0    | 0        | 0        | 0     | 0     | 1         | 0         | —      | —      | 1     | 0     |
| Сиэтл Саундерс       | MLS              | 2019             | 26   | 10   | 4        | 3        | 0     | 0     | —         | —         | —      | —      | 30    | 13    |
| Сиэтл Саундерс       | MLS              | 2020             | 22   | 10   | 4        | 1        | —     | —     | 2         | 1         | 1      | 0      | 29    | 12    |
| Сиэтл Саундерс       | MLS              | 2021             | 2    | 0    | 1        | 0        | —     | —     | —         | —         | —      | —      | 3     | 0     |
| Сиэтл Саундерс       | MLS              | 2022             | 29   | 7    | —        | —        | 0     | 0     | 8         | 3         | —      | —      | 37    | 10    |
| Сиэтл Саундерс       | MLS              | 2023             | 23   | 10   | —        | —        | 0     | 0     | 2         | 1         | 1      | 0      | 26    | 11    |
| Сиэтл Саундерс       | Итого            | Итого            | 159  | 52   | 17       | 6        | 2     | 0     | 15        | 5         | 2      | 0      | 195   | 63    |
| Суонси Сити (аренда) | Чемпионшип       | 2020/21          | 4    | 0    | —        | —        | 1     | 0     | —         | —         | —      | —      | 5     | 0     |
| Суонси Сити (аренда) | Итого            | Итого            | 4    | 0    | —        | —        | 1     | 0     | —         | —         | —      | —      | 5     | 0     |
| Всего за карьеру     | Всего за карьеру | Всего за карьеру | 163  | 52   | 17       | 6        | 3     | 0     | 15        | 5         | 2      | 0      | 200   | 63    |

### Международная
| Команда | Год   | Игры | Голы |
| ------- | ----- | ---- | ---- |
| США     |       |      |      |
| 2014    | 1     | 0    |      |
| 2015    | 6     | 1    |      |
| 2016    | 5     | 0    |      |
| 2017    | 12    | 4    |      |
| 2018    | 1     | 0    |      |
| 2019    | 14    | 5    |      |
| 2021    | 1     | 0    |      |
| 2022    | 11    | 1    |      |
| 2023    | 4     | 0    |      |
| Всего   | Всего | 55   | 11   |

#### Голы за сборную
| №   | Дата             | Место                                                       | Соперник  | Голы | Результат | Турнир                      |
| --- | ---------------- | ----------------------------------------------------------- | --------- | ---- | --------- | --------------------------- |
| 1.  | 15 апреля 2015   | «Аламодоум», Сан-Антонио, США                               | Мексика   | 1:0  | 2:0       | Товарищеский матч           |
| 2.  | 3 февраля 2017   | «Финли Стэдиум», Чаттануга, США                             | Ямайка    | 1:0  | 1:0       | Товарищеский матч           |
| 3.  | 12 июля 2017     | «Реймонд Джеймс Стэдиум», Тампа, США                        | Мартиника | 2:0  | 3:2       | Золотой кубок КОНКАКАФ 2017 |
| 4.  | 12 июля 2017     | «Реймонд Джеймс Стэдиум», Тампа, США                        | Мартиника | 3:2  | 3:2       | Золотой кубок КОНКАКАФ 2017 |
| 5.  | 26 июля 2017     | «Ливайс Стэдиум», Санта-Клара, США                          | Ямайка    | 2:1  | 2:1       | Золотой кубок КОНКАКАФ 2017 |
| 6.  | 10 сентября 2019 | «Буш Стэдиум», Сент-Луис, США                               | Уругвай   | 1:1  | 1:1       | Товарищеский матч           |
| 7.  | 11 октября 2019  | «Ауди Филд», Вашингтон, США                                 | Куба      | 3:0  | 7:0       | Лига наций КОНКАКАФ 2019/20 |
| 8.  | 15 ноября 2019   | «Эксплория Стэдиум», Орландо, США                           | Канада    | 1:0  | 4:1       | Лига наций КОНКАКАФ 2019/20 |
| 9.  | 19 ноября 2019   | «Труман Бодден Спортс Комплекс», Джорджтаун, Острова Кайман | Куба      | 2:0  | 4:0       | Лига наций КОНКАКАФ 2019/20 |
| 10. | 19 ноября 2019   | «Труман Бодден Спортс Комплекс», Джорджтаун, Острова Кайман | Куба      | 3:0  | 4:0       | Лига наций КОНКАКАФ 2019/20 |
| 11. | 14 июня 2022     | «Кускатлан», Сан-Сальвадор, Сальвадор                       | Сальвадор | 1:1  | 1:1       | Лига наций КОНКАКАФ 2022/23 |

## Достижения
Командные
 «Сиэтл Саундерс»
- Чемпион MLS (обладатель Кубка MLS): 2016, 2019
- Победитель Лиги чемпионов КОНКАКАФ: 2022

 сборная США
- Обладатель Золотого кубка КОНКАКАФ: 2017

Индивидуальные
- Новичок года в MLS: 2016
- Восстановившийся игрок года в MLS: 2019
- Член символической сборной MLS: 2020
- Участник Матча всех звёзд MLS: 2022, 2023
- Член символической сборной Лиги чемпионов КОНКАКАФ: 2022
- Лучший бомбардир Золотого кубка КОНКАКАФ: 2017 (3 мяча)
- Член символической сборной Золотого кубка КОНКАКАФ: 2017